# 赵明翠
赵明翠（1973年4月—），女，汉族，陕西石泉人，中华人民共和国政治人物，中国共产党党员，第十三届全国人民代表大会陕西省代表。

## 生平
2018年，赵明翠被选为陕西省出席第十三届全国人民代表大会代表。